# Hylaeus anmelanocephalus
Hylaeus anmelanocephalus är en biart som beskrevs av Rayment 1954. Hylaeus anmelanocephalus ingår i släktet citronbin, och familjen korttungebin. Inga underarter finns listade i Catalogue of Life.